# Валовий національний добробут
Валовий національний добробут (GNW), також відомий як валове національне благополуччя, є соціально-економічною системою розвитку та вимірювання. Індекс GNW складається з семи вимірів: економічного, екологічного, фізичного, психічного, трудового, соціального та політичного. Більшість сфер благополуччя включають як суб'єктивні результати (за даними опитувань), так і об'єктивні дані.
Індекс GNW також відомий як перший індекс валового національного щастя, який не слід плутати з індексом GNH Бутану. Обидві економетричні моделі відрізняються за авторством, датою створення та географічним охопленням. Індекс GNW / GNH — це глобальна система вимірювання розвитку, опублікована в 2005 році Міжнародним інститутом менеджменту в США.

## Історія
Термін «Валове національне щастя» вперше був введений королем Бутану Джігме Сінг'є Вангчуком у 1972 році.   Однак, індекс GNH вперше було розраховано за даними 2005 року. 
Філософія GNH стверджувала, що ідеальною метою урядів є сприяння щастю. Цю філософію досить важко втілити в життя через суб'єктивну природу щастя, відсутність точного кількісного визначення GNH   та відсутності практичної моделі для вимірювання впливу економічної політики на суб'єктивне благополуччя громадян  .
У документі про індекс GNW було запропоновано перший індекс GNH як рішення, що сприятиме впровадженню філософії GHN. Він був розроблений з метою перетворення абстрактної суб'єктивної політичної декларації першого покоління на цілісну (об'єктивну та суб'єктивну) концепцію впровадження другого покоління. Завдяки тому, що щастя розглядається як показник соціально-економічного розвитку, який може стати альтернативою традиційному показнику ВВП, новий показник об'єднає суб'єктивну та об'єктивну політику соціально-економічного розвитку та показники її вимірювання.  
У 2006 році Міжнародний інститут менеджменту опублікував політичний документ з рекомендаціями щодо впровадження оцінки індексу GNW. На цю статтю широко посилаються науковці та політики, які називають індекс GNW/GNH потенційною моделлю для місцевого соціально-економічного розвитку та його вимірювання. 

## Критика
Індекс GNW — це економетрична модель, яка відстежує 7 суб'єктивних та об'єктивних сфер розвитку без релігійних компонентів вимірювання. З іншого боку, індекс GNH Бутану — це місцева система розвитку та індекс вимірювання, опублікований Центром досліджень Бутану в 2012 році на основі індексу 2011 року, розробленого Алкіром-Фостером в Оксфордському університеті. Індекс GNH Бутану адаптований до буддійських культурних і духовних цінностей країни, він відстежує 9 суб'єктивних сфер щастя, включаючи духовні показники, такі як читання молитов та інші показники карми. Концепції та питання, що лежать в основі підходу Бутану, схожі на світський індекс GNH. 

## Компоненти опитування
Суб'єктивна частина системи вимірювання GNW структурована на сім областей або вимірів. Рейтинг задоволеності кожною областю або виміром оцінюється за шкалою від 0 до 10: 0 — дуже незадоволений, 5 — нейтральний, 10 — дуже задоволений.
- Психічне та емоційне благополуччя Загальна задоволеність (0–10):
- Частота та рівень позитивних і негативних думок та почуттів протягом останнього року
- Загальна задоволеність фізичним та медичним благополуччям (0–10):
- Фізична безпека та здоров'я, включаючи ризик для життя, тіла та майна, а також вартість і якість медичного обслуговування у разі захворювання
- Загальна задоволеність роботою та доходом (0–10):
- Робота та дохід для покриття основних витрат на проживання, включаючи житло, харчування, транспорт та освіту. Якщо ви є главою домогосподарства, до витрат на утримання домогосподарства/сім'ї включаються витрати на утримання домогосподарства/сім'ї
- Соціальні відносини Загальна задоволеність (0–10):
- Відносини з коханою людиною, родиною, друзями, колегами, сусідами та громадою
- Економічне благополуччя та благополуччя на пенсії Загальна задоволеність (0–10):
- Доступний (додатковий) дохід, тобто гроші, що залишаються після оплати основних витрат на проживання. Ці гроші можна витратити на дозвілля, заощадження на пенсію, інвестиції або благодійність.
- Політичне благополуччя та благополуччя уряду Загальна задоволеність (0–10):
- Політичні права, приватність та особиста свобода, а також ефективність роботи уряду (включаючи ефективність та результативність політики соціально-економічного розвитку)
- Благополуччя житлового середовища Загальна задоволеність (0–10):
- Міське планування, комунальні послуги, інфраструктура, транспорт, архітектура, озеленення та забруднення навколишнього середовища (включаючи шум, повітря, воду та ґрунт)

В опитуванні також ставляться чотири якісні запитання для визначення основних причин щастя та нещастя:
1. Які найважливіші позитивні речі у вашому житті роблять вас щасливими?
2. Які найважливіші виклики та причини стресу у вашому житті?
3. Що б ви порадили уряду для підвищення вашого добробуту та щастя?
4. Які найвпливовіші міські, державні, федеральні або міжнародні проекти? Як вони впливають на ваш добробут та щастя (позитивно чи негативно)?